# بوبكر الزيتوني
بوبكر الزيتوني (28 جانفي 1965- )، هو حارس دولي تونسي سابق. بدأ مسيرته مع أكابر النادي الأولمبي للنقل عام 1983. كان في نهاية الثمانينات ضمن الفريق الذهبي للأولمبي للنقل الذي تحصل على كأس تونس وعلى المرتبة الثانية في البطولة خلف الترجي الرياضي التونسي بعد التساوي في النقاط. انتقل عام 1990 إلى النادي الإفريقي. بقي على بنك الاحتياطيين في السنوات الأولى بسبب وجود عادل الهمامي ولم يصبح الحارس الأول إلا أثناء موسم 1994-1995. ساهم في موسم 1995-1996 في حصول الفريق على الثنائي (الكأس العربية للأندية الفائزة بالكأس والبطولة الوطنية) وقد ظل محافظا على عذارة شباكه في ذلك الموسم مدة 1004 دقيقة كاملة وهو رقم قياسي ظل قائما إلى موسم 2007-2008 تاريخ تحطيمه من طرف عادل النفزي. تراجع مردوده في أواخر التسعينات ليخسر موقعه كحارس أول لصالح عادل الهمامي. رقم تألقه سواء مع الأولمبي للنقل أو الإفريقي لم يلعب الزيتوني لفائدة المنتخب إلا في مناسبات قليلة بسبب منافسة شكري الواعر. من أبرز المباريات التي شارك فيها المباراة الودية أمام المنتخب الإنجليزي عام 1990 ومباراة تصفيات كأس العالم 1998 أمام مصر عام 1997. كان ضمن المجموعة التي تحصلت على المرتبة الثانية في كأس إفريقيا 1996. يتولى حاليا تدريب الحراس في الأصناف الشابة للإفريقي وشغل قبلها خطة مدرب حراس الملعب التونسي كما عمل لفترة في الإمارات. يعمل الآن مدربا للحراس في نادي الوكرة القطري.

## وصلات خارجية
- بوبكر الزيتوني على موقع قاعدة بيانات كرة القدم.إي يو (الإنجليزية)
- بوبكر الزيتوني على موقع ليكيب (الفرنسية)
- بوبكر الزيتوني على موقع ناشيونال فوتبول تيمز (الإنجليزية)

- بوبكر الزيتوني في لقاء مع إذاعة موزاييك أف أم